# Мірсил (тиран Мітилени)
Мірсил (дав.-гр. Μύρσιλος; д/н — бл. 600 до н. е./596 до н. е.) — тиран Мітилени в 610—600/596 роках до н. е.

## Життєпис
Походив до аристократичного роду Клеанактидів. Належав до іншої гілки Клеанактидів, ніж тиран Меланхр. Був сином Клеанора. Після повалення 612 року до н. е. Меланхра було встановлено владу змовників Піттака, Кіріса та Антиманіда. Самого Мірсила було повернуто з заслання.
610 року до н. е. зміг влаштувати змову, захопивши владу. У 607/606 роках до н. е. вів війну проти Афін за місто Сігейон в Троаді. Військо доручив Піттаку, який здобув перемогу.
Тиран Мірсил після розкриття 604 року до н. е. змови вигнав Кіріса, Антиманіда та їх брата Алкея з Мітилени до Пірри. Їх майно було конфісковано на користь демосу. Є окремі згадки про спроби Піттака та його союзників повалити владу Мірсила, проте марно. Відомо, що Мірсил мав широку підтримку в Мітиленах. Можливо завдяки більш гнучкій політиці щодо аристократів та інших шарів суспільства, а також завдячуючи союзу з лідійським царем Аліаттом II.
Помер між 600 роком до н. е. та 596 роками до н. е. За однією з версій Мірсила було повалено 597 року до н. е., помер він 596 року до н. е. у вигнанні. Після цього владу в Мітилені перебрав Піттак в боротьбі з Алкеєм та Антиманідом.